# Querida Amazonia
Querida Amazonia (česky Milovaná Amazonie) je postsynodální 5. apoštolská exhortace papeže Františka z roku 2020, která vznikla v reakci na synodu biskupů pro panamskou oblast, jež se konala v říjnu 2019 v Římě. Zaměřuje se na oblast Amazonie v Jižní Americe a je adresována „Božímu lidu a všem lidem dobré vůle“. Dokument je datován 2. února 2020, na liturgický svátek Hromnic, a byl zveřejněn Tiskovou kanceláří Svatého stolce na tiskové konferenci 12. února 2020.
Původně byla exhortace napsána ve španělštině, ale vyšla také v angličtině, italštině, francouzštině, němčině, portugalštině, polštině, arabštině a pevninské a čínštině (tradiční i zjednodušené znaky). 16 000 slov anglického překladu je rozděleno do 111 odstavců ve čtyřech kapitolách, z nichž každá je věnována jednomu „velkému snu“: sociálnímu, kulturnímu, ekologickému a církevnímu.
Před oficiálním vydáním se objevily spekulace, že Querida Amazonia umožní svěcení ženatých mužů, kteří jsou již trvalými jáhny, viri probati (česky „osvědčení muži víry“) na kněze, aby se tak vyřešil nedostatek kněží v Amazonii. K tomuto návrhu vyzýval závěrečný dokument synody a schválila jej většina přítomných biskupů, a to navzdory dlouhodobé praxi katolické církve, která v latinské církvi zavedla kněžský celibát. Exhortace výslovně nepodporuje ženaté kněze, místo toho uvádí, že je třeba „najít způsob“, jak by kněží mohli přinášet eucharistii do odlehlých oblastí, a zároveň vyzývá k tomu, aby ženy získaly větší roli v církvi, nikoli však v jáhenském nebo kněžském svěcení. Kromě toho se František nezmiňuje o amazonském mešním ritu, přestože se o něm na synodě také diskutovalo, ale uvádí, že je třeba usilovat o inkulturaci, „respektovat domorodé formy projevu v písních, tancích, rituálech, gestech a symbolech“.

## Pozadí
Další informace: Biskupská synoda pro panamskou oblast
15. října 2017 papež František oznámil, že v roce 2019 se bude konat zvláštní shromáždění biskupské synody, aby „určilo nové cesty evangelizace této části Božího lidu“, konkrétně domorodých obyvatel, ve světle „krize“ odlesňování amazonského deštného pralesa. Pracovní dokument synody (instrumentum laboris) s názvem „Amazonie: nové cesty pro církev a integrální ekologii“ byl zveřejněn 17. června 2019. Klíčovými otázkami instrumentum laboris bylo svěcení ženatých mužů, úloha žen v církvi a ekologické otázky. Pracovní dokument vyvolal mezi katolíky polarizované reakce: peruánský kardinál Pedro Barreto prohlásil, že „do značné míry vyjadřuje pocity a přání mnoha zástupců amazonského lidu“, zatímco německý kardinál Walter Brandmüller jej odsoudil jako „heretický“ a vyzval k jeho odmítnutí.
Více než 200 účastníků, včetně 185 hlasujících biskupů, se na synodě sešlo v Římě od 6. do 27. října 2019. 26. října, v závěrečný den shromáždění, byl zveřejněn závěrečný dokument synody, včetně článku, v němž biskupové navrhli, aby se po „odpovídající formaci“ uvažovalo o kněžském svěcení ženatých trvalých jáhnů, který byl schválen poměrem hlasů 128:41, čímž byla splněna potřebná dvoutřetinová většina pro jeho přijetí. Závěry synodálního dokumentu pak byly předloženy Františkovi, aby vydal apoštolskou exhortaci k projednávaným otázkám.

## Obsah
Papež František začíná exhortaci Querida Amazonia tím, že ji popisuje jako „stručný rámec pro reflexi“ ve světle závěrečného dokumentu synody, aniž by ji chtěl nahradit, a vyzývá všechny, aby si ji přečetli celou. V úvodu dokumentu také uvádí „čtyři velké sny“, které v něm amazonská oblast vzbuzuje a které jsou následně jednotlivě rozebrány ve čtyřech následujících kapitolách.
V první kapitole nazvané „Sociální sen“ se František zaměřuje na zlepšení kvality života obyvatel Amazonie a zdůrazňuje potřebu pomoci chudým. Zabývá se „nespravedlností a zločinností“, s nimiž se tito lidé potýkají a které jsou způsobeny průmyslovými odvětvími v deštném pralese, jako je těžba dřeva a těžební průmysl, a kritizuje pojetí tohoto regionu jako místa určeného k rozvoji, které nerespektuje práva původních obyvatel. Kromě toho také říká, že je třeba pociťovat rozhořčení nad nespravedlností a krutostí, kterou trpí, a žádá o odpuštění za selhání církve a širší společnosti v amazonském regionu s tím, že je možné překonat „kolonizátorskou mentalitu“ pomocí solidarity. Kapitolu uzavírá úvahami o „rozbitých institucích“ občanské společnosti a vyzývá k dialogu s chudými obyvateli Amazonie.
Druhá kapitola výzvy, „Kulturní sen“, využívá pozitivní přístup k původním obyvatelům a zdůrazňuje, že podpora Amazonie neznamená kulturní kolonialismus. František popisuje tento region jako „mnohostěn“, lituje vyhánění domorodců z jejich domovů do regionálních měst a následnou ztrátu jejich kulturní identity a zároveň vyzývá mladé lidi, aby převzali zodpovědnost za své kořeny. Dále také vybízí k „mezikulturnímu setkávání“, odmítá kolonialismus a indigenismus a poznamenává, že kultura může „vyprahnout“, když se izoluje od dialogu.
Třetí kapitola dokumentu, „Ekologický sen“, připomíná učení Benedikta XVI. o „ekologii člověka“ a odkazuje také na Františkovu encykliku Laudato si’. Znovu odsuzuje nadnárodní korporace a „mocný průmysl“ za poškozování amazonského životního prostředí a zdůrazňuje význam vody, přičemž řeku Amazonku označuje za „páteř, která vytváří harmonii a jednotu“. František také zdůrazňuje potřebu učit se od domorodých obyvatel a také teologické „proroctví kontemplace“, s nímž se věřící mají v regionu setkat. Vyzývá k ekologickému učení, které by v regionu překonalo moderní konzumismus, k čemuž podle něj může přispět i církev.
Závěrečná kapitola „Církevní sen“, která tvoří téměř polovinu dokumentu, se zabývá rolí katolické církve v Amazonii. František potvrzuje Velké poslání hlásat evangelium, aby bylo možné čelit problémům regionu, a zdůrazňuje význam kerygmatu. Zkoumá také cesty inkulturace v Amazonii, aby se dobro ve stávajících kulturách „naplnilo ve světle evangelia“, a vyzdvihuje předkolumbovské kultury a tradici křesťanské moudrosti. Přesto nehovoří o novém amazonském mešním ritu, ale podporuje začlenění prvků domorodé kultury do liturgie. Dále vyzývá, aby církev „nabízela porozumění, útěchu a přijetí“, místo aby lidi odvracela. K tématu kněží v regionu František uvádí, že by měl být revidován proces kněžské formace, ale nezmiňuje se o svěcení viri probati při zajišťování přístupu izolovaných komunit k eucharistii. Místo toho zdůrazňuje roli laiků v duchovní formaci a zároveň zdůrazňuje, že kněží jsou i nadále nezbytní pro předsedání liturgii. Dále se František zabývá „silou a darem“ žen, chválí jejich roli v amazonské církvi, ale tvrdí, že snahy o jejich svěcení by byly redukcionistické a vedly by církev k „klerikalizaci žen, snižování velké hodnoty toho, co již vykonaly, a nenápadnému snižování jejich nepostradatelného přínosu“. Papež zdůrazňuje tradiční význam kněží jako mužů a jako vzor pro ženy uvádí příklad Panny Marie. Při stručném zkoumání možností vyplývajících z ekumenismu a „mezináboženského soužití“ vyzývá věřící, aby hledali příležitosti k vzájemným rozhovorům. Exhortaci uzavírá modlitba adresovaná Marii pod titulem „matka amazonské oblasti“.

## Přijetí
Querida Amazonia vyvolala smíšené reakce katolických komentátorů, přičemž ti, kteří jsou považováni za konzervativní, Františkův přístup obecně schvalovali, zatímco ti, kteří jsou považováni za progresivní, většinou vyjadřovali zklamání nad tím, že nebyly oznámeny zásadní změny v církevní praxi.
Kardinál Gerhard Ludwig Müller označil exhortaci za „dokument smíření“ a uvedl, že se snaží omezit vnitřní rozpory v církvi. Novinář Edward Pentin ocenil Františka za to, že neschvaluje viri probati, ale kritizoval, že se dokument „plně drží“ zásad teologie osvobození, zejména brazilského teologa Leonarda Boffa. Arcibiskup José Horacio Gómez, předseda Konference katolických biskupů Spojených států, ocenil zaměření exhortace na integrální ekologii, stejně jako arcibiskup Mark Coleridge z Brisbane, který poznamenal, že dokument se zabývá také „otázkami, které jsou kritické pro australský kontext“.
Tradicionalistický katolický novinář Matthew Walther napsal, že správnou reakcí na encykliku by měla být radost:
Zde se konečně vracíme k velkým intelektuálním tématům Laudato si’, papežské encykliky z roku 2015, v níž Svatý otec poprvé zformuloval svou kritiku neoliberální revoluce v ekonomice, globalizovaného režimu drancování, vykořisťování, neplodnosti a rozptýlenosti, které umožňují údajný „ekonomický zázrak“ konzumerismu. Pro Františka všechny tyto věci – klimatická krize, námezdní otroctví, přelud technologického pokroku, chamtivost – existují v klikatém kontinuu imise; planeta je ničena, protože se ničíme navzájem, protože ničíme sami sebe. Ve skutečnosti si myslím, že by bylo dokonce chybou považovat tuto výzvu za učební dokument v jakémkoli úzce pedagogickém smyslu. Místo toho bychom ji měli přivítat za podmínek, za jakých je předkládána: jako sen, o kterém mohou snít všichni lidé dobré vůle společně.
Na druhou stranu kolumbijský biskup amerického původu Robert Herman Flock Františkova slova neschválil a prohlásil, že „jednoduše odložil práci na nějakém problému na pozdější dobu (simply kicked the can down the road, česky: „jednoduše odkopl plechovku na cestě“)“. Jezuitský kněz James Martin řekl, že ačkoli Querida Amazonia výslovně nezmiňuje svěcení ženatých kněží nebo žen, tyto návrhy mohou být stále předmětem diskuse vzhledem k tomu, že František „oficiálně představil“ závěrečný dokument synody spolu s exhortací.
Americká organizace Women's Ordination Conference, která se zasazuje o svěcení katolických žen, obvinila Františka, že se „záměrně obrací zády k volání žen“, zatímco Ústřední výbor německých katolíků (německy Zentralkomitee der deutschen Katholiken), laická skupina, vyjádřila zklamání z jeho „nedostatku odvahy k prosazování skutečných reforem“. Anglická spisovatelka Catherine Pepinsterová se ohradila proti vnímanému náznaku, že „klerikalismus je automaticky součástí kněžství“.